# Condado de Garfield (Colorado)
El condado de Garfield (en inglés: Garfield County), fundado en 1883, es uno de los 64 condados del estado estadounidense de Colorado. En el año 2000 tenía una población de 55 426 habitantes con una densidad poblacional de 6 personas por km². La sede del condado es Glenwood Springs.

## Geografía
Según la Oficina del Censo, el condado tiene un área total de 7655 km² (2955,6 mi²), de la cual 7633 km² (2947,1 mi²) es tierra y 23 km² (8,9 mi²) (0.29%) es agua.

### Condados adyacentes
- Condado de Río Blanco - norte
- Condado de Routt - noreste
- Condado de Eagle - este
- Condado de Pitkin - sureste
- Condado de Mesa - sur
- Condado de Grand - suroeste
- Condado de Uintah - noroeste

## Demografía
En el 2000 la renta per cápita promedia del condado era de $47 016, y el ingreso promedio para una familia era de $53 840. En 2000 los hombres tenían un ingreso per cápita de $37 554 versus $27 280 para las mujeres. El ingreso per cápita para el condado era de $21 341. Alrededor del 7.50% de la población estaba bajo el umbral de pobreza nacional.

## Ciudades y pueblos
- Battlement Mesa
- Carbondale
- Glenwood Springs
- New Castle
- Parachute
- Rifle
- Silt